# Антонович-Гординський Теофіл Дмитрович
Теофі́л Дми́трович Антоно́вич-Горди́нський гербу Сас (23 вересня 1887, Шкло — 17 грудня 1919, Немирів) — священник УГКЦ, капелан УГА. Молодший брат відомого українського літературознавця, історика літератури, перекладача та педагога Ярослава Антоновича-Гординського.

## Життєпис
Народився у священничій родині в селі Шкло на Яворівщині, яке належало тоді до Австро-Угорській імперії. Його батько — Дмитро Васильович Гординський-Антонович (1857 — 29 лютого 1936) — тоді був парохом у Шклі (з 1899 — деканом і парохом в Кульчицях Шляхетських коло Самбора).
Після філософських і богословських студій у Перемишльській греко-католицькій духовній семінарії, в 1911 році був висвячений на священика. Продовжив вищі богословські студії в інституті Авґустинеум у Відні та Віденському університеті. 18 червня 1912 року захистив докторат з богослов'я (тема: «Die „Siebzieg Jahreswochen“ bei Daniel»), після чого ще два роки присвятив вивченню Святого Письма (у Віденському університеті).
Під час австрійсько-російської війни був капеланом (польовим духівником) при 33-му полку стрільців армії Австро-Угорської імперії. На початку польсько-української війни призначений капеланом 7-мої Львівської бригади УГА з якою перейшов Збруч. 17 грудня 1919 року після тяжкої недуги (переніс епідемічний висипний тиф) вертався до 3-го Галицького Корпусу з лікарні в Немирові Вінницькій області. Виснажений цім тифом, випав з воза на кам'яний гостинець і забився на смерть, як 14-та в тому часі жертва з-поміж польових духівників.

## Нагороди
- Лицарський хрест австрійського ордена Франца Йосифа;

- Духовний хрест заслуг;
- Медаль «За військові заслуги»;
- Військовий хрест Карла І;
- Почесний знак Австрійського Червоного Хреста;